# Bristol (Indiana)
Bristol és una població dels Estats Units a l'estat d'Indiana. Segons el cens del 2000 tenia 1.382 habitants.

## Demografia
Segons el cens del 2000, Bristol tenia 1.382 habitants, 539 habitatges, i 368 famílies. La densitat de població era de 224,2 habitants per km².
Dels 539 habitatges en un 34,9% hi vivien nens de menys de 18 anys, en un 51,9% hi vivien parelles casades, en un 9,8% dones solteres, i en un 31,7% no eren unitats familiars. En el 23,9% dels habitatges hi vivien persones soles el 5% de les quals corresponia a persones de 65 anys o més que vivien soles. El nombre mitjà de persones vivint en cada habitatge era de 2,56 i el nombre mitjà de persones que vivien en cada família era de 3,02.
Per edats la població es repartia de la següent manera: un 27,6% tenia menys de 18 anys, un 11,2% entre 18 i 24, un 31% entre 25 i 44, un 19,5% de 45 a 60 i un 10,8% 65 anys o més.
L'edat mediana era de 31 anys. Per cada 100 dones de 18 o més anys hi havia 101 homes.
La renda mediana per habitatge era de 46.136 $ i la renda mediana per família de 54.125 $. Els homes tenien una renda mediana de 35.568 $ mentre que les dones 24.938 $. La renda per capita de la població era de 20.373 $. Entorn del 5,1% de les famílies i el 5,9% de la població estaven per davall del llindar de pobresa.

## Poblacions més properes
El següent diagrama mostra les poblacions més properes.